# مجتمع ارتباطات فضای دور مادرید
مجتمع ارتباطات اعماق فضای مادرید (به انگلیسی: Madrid Deep Space Communication Complex) یک ایستگاه زمینی واقع در مادرید، اسپانیا است که به ناسا تعلق دارد.